# Ophrydiidae
Famille
Les Ophrydiidae sont une famille de Ciliés de la classe des Oligohymenophorea et de l'ordre des Peritrichida.

## Étymologie
Le nom de la famille vient du genre type Ophrydium, dérivé du grec ancien οφρύς / ophrýs, « sourcil ⇒ cil ⇒ cilié », et de la désinence latine ium, « relatif à ».

## Description
Les Ophrydiidae ont une taille moyenne (80 à 200 μm) à grande (> 200 μm). Ils sont en forme de bouteille, de vase ou de fuseau, avec, souvent, une extrémité buccale longue et très contractile, en forme de col. Leur zooïdes sont solitaires (genre Gerda) ou forment des colonies gélatineuses, atteignant souvent 15 cm de diamètre. Les zooïdes individuels prennent la couleur verte des zoochlorelles endosymbiotiques. Leur tige est atypique à scopule (brosse formée de cils) produisant de longues fibres pédonculaires. Leur région orale est souvent rétractable, encerclant le pôle apical comme péristome, bordée d'une collerette plus ou moins proéminente ; la ciliature buccale s'enroule dans le sens inverse des aiguilles d'une montre autour du bord du péristome ; cette ciliature provient d'une cavité buccale, l'infundibulum, à l'extrémité duquel se trouve le cytostome. Leur macronoyau est allongé. Pas de micronoyau n'a été observé. La vacuole contractile est précédée d'un long canal la reliant à l'infundibulum. Le cytoprocte n'a pas été observé. Ils sont susceptibles de se transformer en kystes.

## Habitat et répartition
Les Ophrydiidae vivent exclusivement en eau douce. Ils ont surtout été observés dans l'hémisphère nord.

## Liste des genres
Selon GBIF (3 janvier 2024) :
- Gerda Claparede & Lachmann, 1858
- Ophionella Kent, 1881
  - Genres synonymes : Gerda  Claparede & Lachmann, 1858, Ophryidium Kahl, 1935
- Ophrydium Bory de St.Vincent, 1826 genre type
  - Espèce type : Ophrydium versatile Bory de St.Vincent, 1826

Selon Lynn (2010) :
- Gerda Claparede & Lachmann, 1858
- Ophrydium Bory de St.Vincent, 1826

## Systématique
Le nom valide de ce taxon est Ophrydiidae Ehrenberg, 1838.